# 베를린 봉쇄

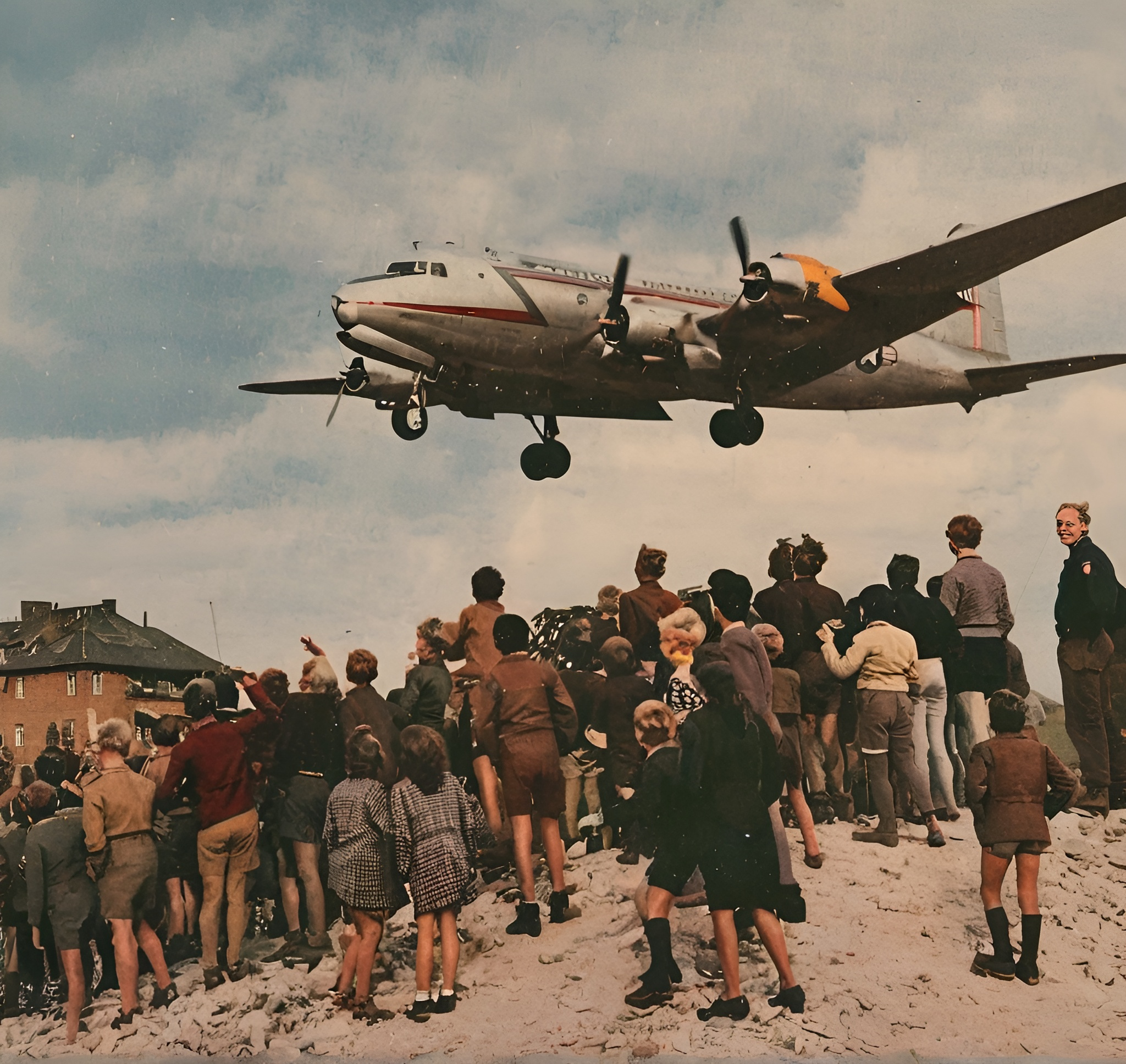
베를린 시민들이 템펠호프 공항에서 날아가는 C-54를 지켜보고 있다. (1948년)

베를린 봉쇄(영어: Berlin Blockade)는 1948년 6월 24일부터 1949년 5월 12일 사이에 소련이 미국, 영국, 프랑스가 제2차 세계대전 이후에 장악했던 서베를린의 관할권을 포기하도록 하기 위해 취한 봉쇄를 말한다. 전쟁으로 먹을 것이 부족해진 상태에서 서베를린 사람들의 생활고가 베를린 봉쇄로 더욱 심각해졌으며, 미국은 비행기로 식량과 연료를 제공하였다.

## 개요
1948년 3월 서유럽의 강국들은 독일 내의 자신들 관할구역을 통합해 단일한 경제단위를 만들기로 했다. 소련 대표는 이에 항의하여 연합국공동관리위원회에서 탈퇴했다. 서독 전역에서와 사실상 마찬가지로 서베를린에도 새로운 독일 마르크 화(貨)가 도입되었는데 이 조치가 동독의 통화를 위협한다고 본 소련 점령군은 베를린과 서독을 잇는 모든 철도·도로·수로를 차단하기 시작했다. 6월 24일 소련은 4대 강국의 베를린 행정위원회가 폐지되었으며 서유럽 연합국에게는 더 이상 베를린에 대해 아무런 권리가 없다고 선언했다. 6월 26일 미국과 영국은 항공편으로 베를린 시에 생필품들을 공급하기 시작했으며, 크게 줄어든 서베를린 산업수출품들을 유사한 방식으로 거꾸로 공수했다. 7월 중순에 이르러 동독 주둔 소련 점령군은 40개 사단으로 늘어났으나 연합국 주둔군은 8개 사단에 불과했다. 7월말까지 3개 편대의 미국 전략폭격기가 영국군을 증강시키기 위해 파견되었다. 긴장이 고조되었으나 전쟁은 일어나지 않았다.
절박하리만큼 연료와 전력이 부족했지만 공수작전은 11개월 동안 서베를린을 살려주었으며 마침내 1949년 5월 12일 소련이 봉쇄를 풀었다. 공수작전은 9월 30일까지 계속되어 총비용 2억 2,400만 달러에 232만 3,738t의 식량과 연료, 기계 및 기타 물품을 공급했다. 베를린 봉쇄를 중단시킬 수 있었던 것은 동독의 교통통신에 대한 연합국의 대응조치와 더불어 특히 중앙유럽의 모든 전략수출품에 대한 서유럽 국가들의 경제봉쇄 덕택이었다.

## 결과
스탈린의 당초 의도와는 반대로 서방 세력은 단결해서 베를린 봉쇄에 맞섰으며, 서방 세력의 대규모 공수 작전으로 서베를린 시민들은 서방 세력에 더욱 의지하게 되었고 서베를린 내 공산당에 대한 지지는 떨어지게 되었다. 또한 이 사건은 북대서양 조약기구의 창설 계기가 되었다.

## 같이 보기
- 서베를린
- 동베를린
- 독일의 재통일
- 냉전
- 트루먼 독트린
- 베를린 장벽